# Juan Manuel Oliva
Juan Manuel Oliva Ramírez (León, 21 januari 1960) is een Mexicaans politicus van de Nationale Actiepartij (PAN). Sinds 2006 is hij gouverneur van zijn thuisstaat Guanajuato.
Oliva is afgestudeerd in de communicatiewetenschappen. Hij werkte een tijd als journalist, tot hij zich in 1989 aansloot bij de PAN. Voor die partij was hij onder andere gemeenteraadslid in León en senator. Bij de gouverneursverkiezingen op 2 juli 2006 werd hij tot gouverneur gekozen, en trad op 26 september van hetzelfde jaar aan.